# Saltfleetby St Clement
Saltfleetby St Clement är en ort i civil parish Saltfleetby, i distriktet East Lindsey, Storbritannien. Den ligger i grevskapet Lincolnshire och riksdelen England, i den sydöstra delen av landet, 210 km norr om huvudstaden London. Saltfleetby St Clement ligger 1 meter över havet och antalet invånare är 599. Saltfleetby St Clement var en civil parish fram till 1999 när blev den en del av Saltfleetby. Civil parish hade 69 invånare år 1961.
Terrängen runt Saltfleetby St Clement är mycket platt. Havet är nära Saltfleetby St Clement åt nordost. Närmaste större samhälle är Mablethorpe, 8,3 km sydost om Saltfleetby St Clement. Trakten runt Saltfleetby St Clement består till största delen av jordbruksmark.